# Bursa tuberosissima
Bursa tuberosissima, tên tiếng Anh: yellow mouthed frog shell, là một loài ốc biển, là động vật thân mềm chân bụng sống ở biển trong họ Bursidae.
Nó có chiều dài từ 20–62 mm. Nó phân bố ở biển dọc theo Philippines và Úc.

## Hình ảnh

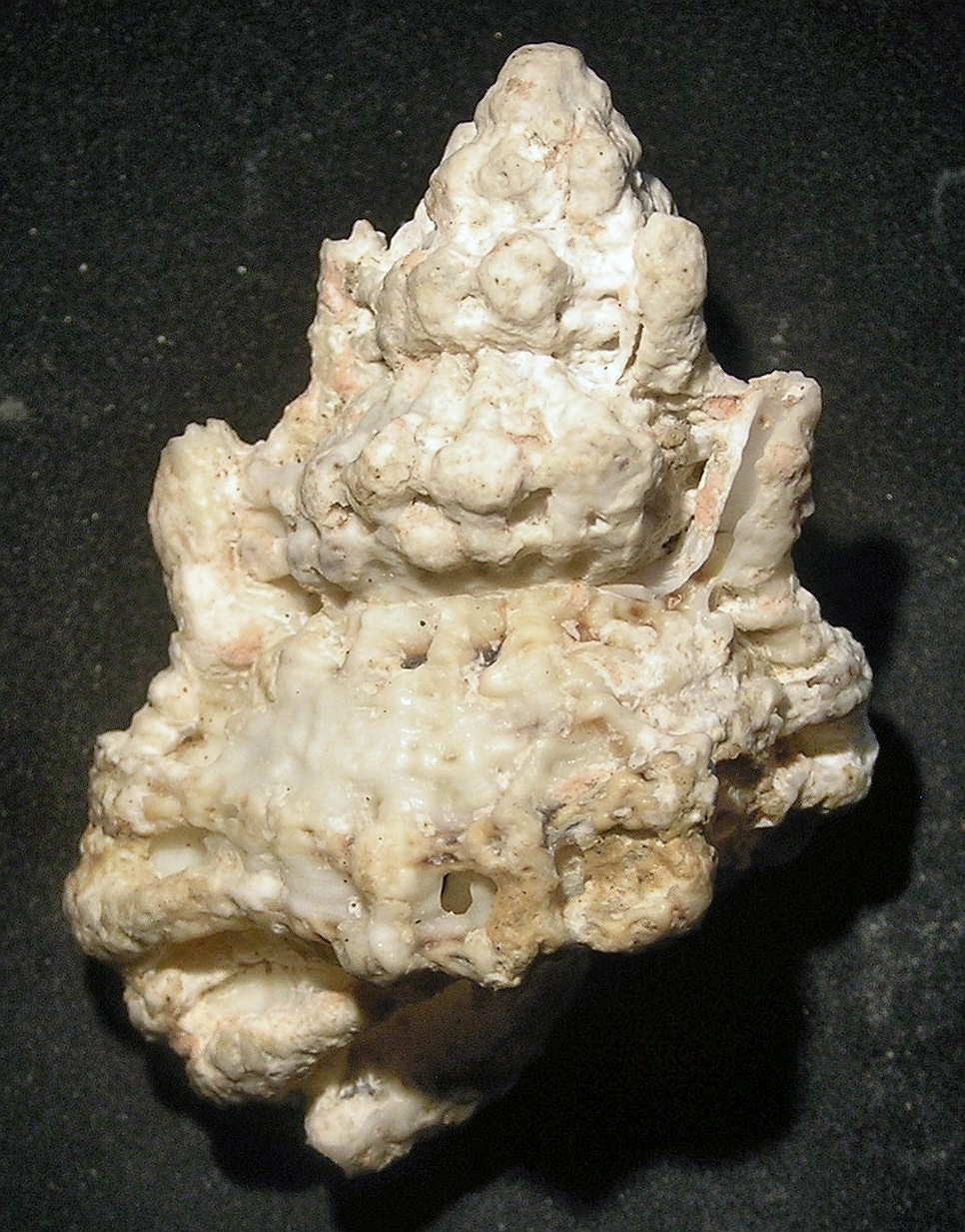
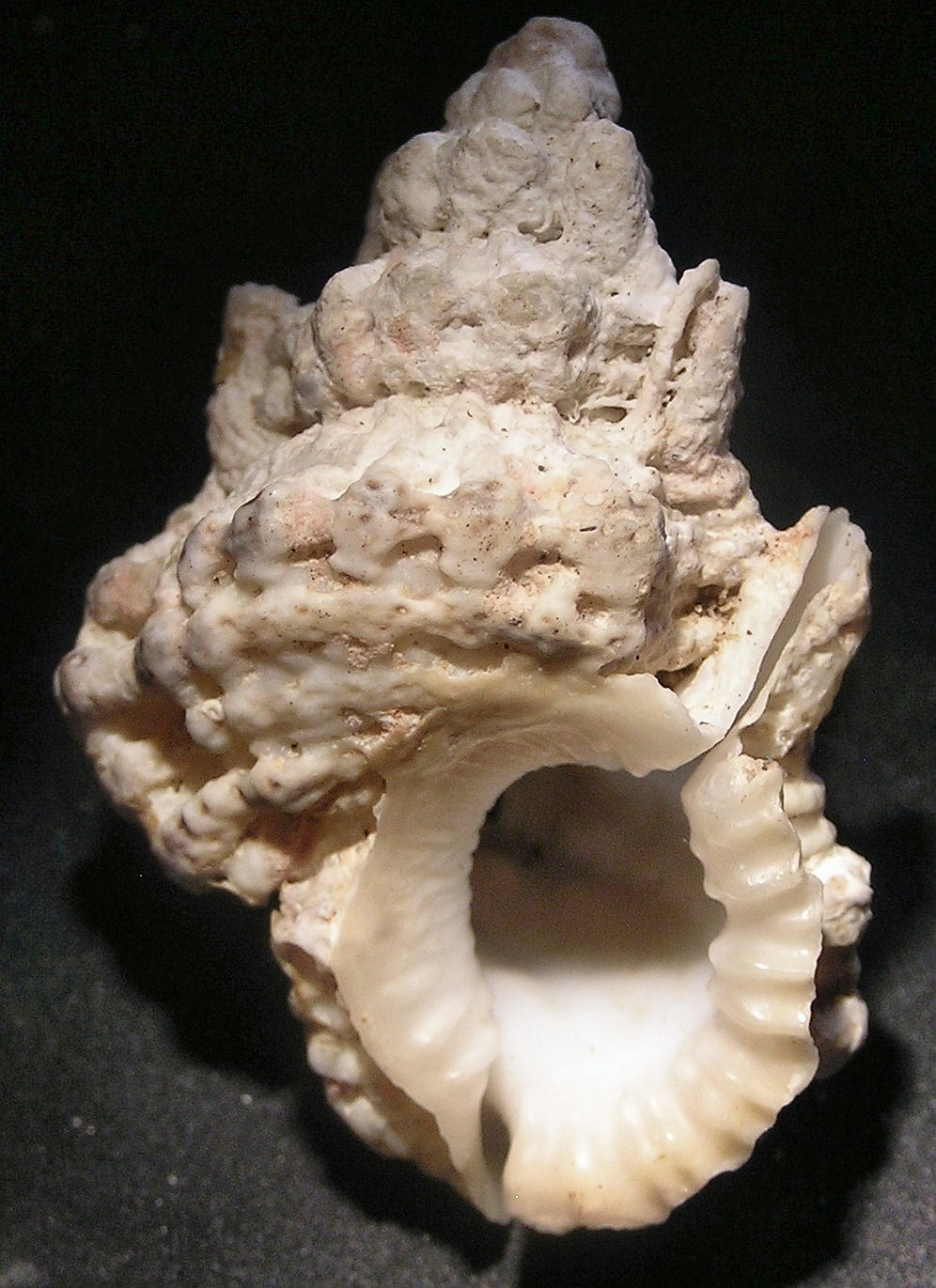